# Vol Martinair 495
Le 21 décembre 1992, le McDonnell Douglas DC-10 effectuant le vol Martinair 495, un vol charter international entre Amsterdam, aux Pays-Bas, et Faro, au Portugal, s'écrase sur la piste, lors de son atterrissage dans des conditions météorologiques difficiles, à l'aéroport de Faro. L'avion transportait 327 passagers et 13 membres d'équipage, principalement des vacanciers originaires des Pays-Bas. 
L'accident provoque la destruction de l'avion et la mort de 54 passagers et 2 membres d'équipage. 106 personnes sont également grièvement blessées dans l'accident.

## Avion et équipage

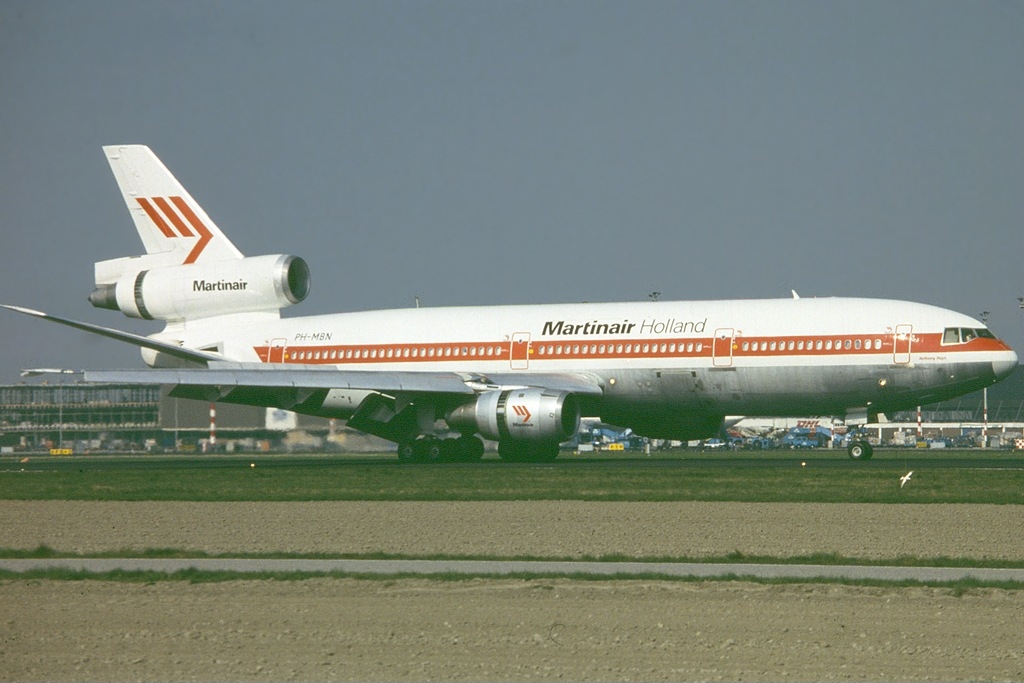
L'appareil impliqué dans l'accident, photographié à l'aéroport d'Amsterdam-Schiphol en avril 1991.

L'avion impliqué est un McDonnell Douglas DC-10-30CF, immatriculé PH-MBN (numéro de série 46924/218) et surnommé « Anthony Ruys » ; il a été construit en 1975 et est équipé de trois moteurs General Electric CF6-50C. Il a été livré à la compagnie aérienne néerlandaise Martinair le 26 novembre 1975. Cependant, la compagnie l'a loué à plusieurs compagnies aériennes asiatiques entre octobre 1979 et septembre 1981. Ce triréacteur long-courrier totalise 61 543 heures de vol et 14 615 cycles (décollage/atterrissage) au moment de l'accident.
Le commandant de bord est H. Willem van Staveren (56 ans), qui travaille chez Martinair depuis janvier 1968. Il est instructeur de vol sur DC-10, avec un total de 14 441 heures de vol. Il a auparavant servi dans la Marine royale néerlandaise de 1962 à 1966, et a travaillé pour Schreiner Airways (en) de 1966 à 1968.
Le copilote est Ronald JH Clemenkowff (31 ans). Il travaille pour la compagnie aérienne depuis trois ans et totalise 2 288 heures de vol, dont 1 787 sur DC-10.
Le mécanicien navigant est Gary W. Glans (29 ans), qui travaille chez Martinair depuis seulement huit mois au moment de l'accident. Cependant, il a travaillé pour Canadian Airlines International et Swissair de 1988 à 1992. Il totalise 7 540 heures de vol, dont 1 700 heures sur DC-10.

## Accident

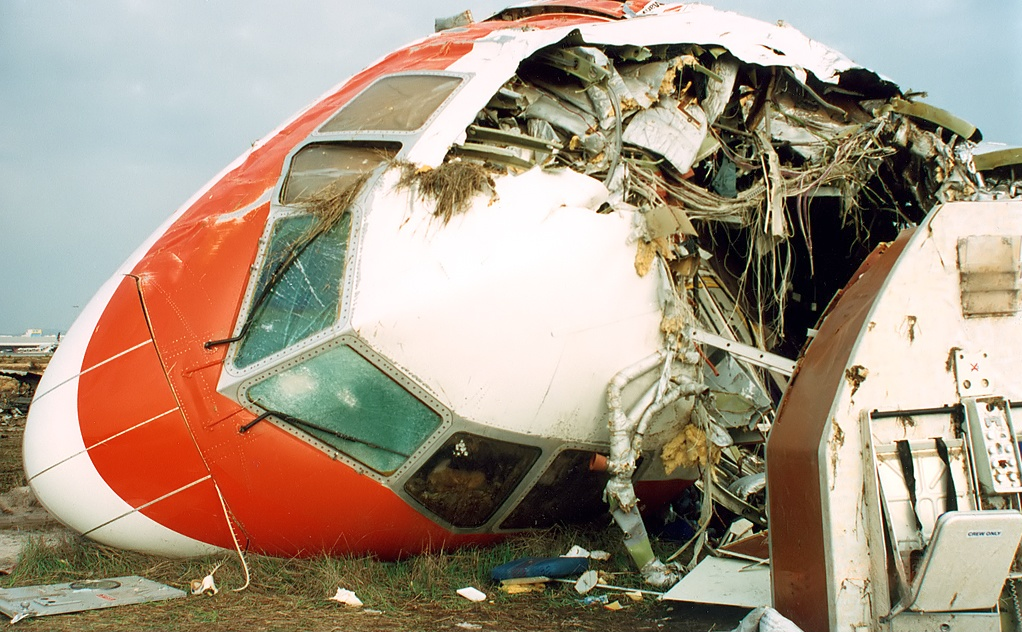
Section du cockpit de l'appareil, après l'accident du vol 495.

Le matin de l'accident, le départ du vol 495 a été retardé de 40 minutes à l'aéroport de Schiphol, en raison d'un inverseur de poussée défectueux. La maintenance au sol n'est pas parvenu à régler le problème avant le départ. Néanmoins, l'avion a décollé pour Faro à 04h52. Selon la compagnie Martinair, l'inverseur de poussée défectueux n'a pas contribué à l'accident.
Un gros orage se trouvait à proximité immédiate de l'aéroport de Faro, accompagné de fortes pluies, de cisaillement du vent et d'une faible visibilité. La tour de contrôle a informé l'équipage de l'activité orageuse, en plus d'indiquer qu'il y avait de l'eau sur la piste. Après une tentative d'atterrissage infructueuse, l'équipage a tenté une approche VOR/DME sur la piste 11, au cours de laquelle l'avion a traversé au moins deux microrafales.
L'appareil s'est alors posé sur la piste avec une vitesse verticale dépassant les limites de conception du DC-10. À la suite de cet atterrissage brutal, le train d'atterrissage principal droit s'est brisé net. L'aile droite s'est séparée du fuselage et le réservoir de carburant s'est alors rompu, ce qui a déclenché un incendie. Le fuselage de l'appareil s'est brisé en deux tronçons, s'immobilisant avec la partie avant couchée sur le côté.

## Enquête
Les avis divergent quant aux causes probables de la catastrophe du vol 495.

### Autorités aéronautiques portugaises
Selon l'autorité aéronautique portugaise (DGAC), les causes principales de l'accident sont un taux de descente trop élevé dans la dernière phase de l'approche, peu avant le toucher des roues, conduisant à un atterrissage brutal sur la piste avec le train principal droit, dépassant ses limites structurelles, ainsi que la présence d'un fort vent de travers lors de l'approche finale et de l'atterrissage, qui dépassait les limites de conception du train d'atterrissage du DC-10, compte tenu de l'état de la piste.
La DGAC cite également, en tant que facteurs contributifs à cet accident :
- l'instabilité de la phase d'approche, peu avant l'atterrissage ;
- la réduction prématurée, par les pilotes, de la puissance des réacteurs, conduisant l'avion à perdre de l'altitude de manière dangereuse ;
- la transmission d'informations incorrectes par le contrôle aérien, en ce qui concerne la vitesse et la direction du vent lors de l'approche ;
- l'absence de balisage lumineux d'approche ;
- l'évaluation incorrecte de l'état de la piste par l'équipage ;
- la désactivation du pilote automatique juste avant l'atterrissage, l'avion étant alors piloté manuellement pendant une phase critique de l'atterrissage ;
- la réaction trop tardive de l'équipage pour reprendre de l'altitude ;
- la diminution du coefficient de portance de l'appareil, en raison des fortes précipitations dans la zones de l'aéroport.

### Autorités aéronautiques néerlandaises
En parallèle, le Bureau néerlandais de la sécurité aérienne (en) a indiqué que les causes probables de l'accident du vol 495 sont une variation soudaine et inattendue de la direction et de la vitesse du vent (cisaillement du vent) dans la dernière phase de l'approche, ainsi qu'une vitesse de descente élevée et un mouvement latéral extrême, provoquant une charge excessive sur le train d'atterrissage droit qui, combinée à un déplacement angulaire considérable, a dépassé les limites structurelles de l'avion.
Selon les enquêteurs néerlandais, les différents facteurs contributifs à cet accident sont :
- le fait que l'équipage du vol 495 ne s'attendait pas à l'apparition d'un cisaillement du vent lors de la phase d'approche, sur la base des prévisions météorologiques et des conditions météorologiques ;
- la réduction prématurée de la puissance des moteurs, probablement due à l'action inapproprié de l'équipage, peu avant le toucher des roues sur la piste ;
- la désactivation du pilote automatique juste avant l'atterrissage, pendant une phase critique du vol.

## Médias
L'accident a fait l'objet d'un épisode dans la série télévisée Air Crash nommé « Péril sur Faro » (saison 22 - épisode 2).